# قبة القحف (جمجمة)
يُشكل عظم قبة القحف الجزء العلوي من الجمجمة، ويغطي التجويف القحفي الذي يحتوي على الدماغ، وهو المكوِّن الرئيسي لسقف الجمجمة.
يتركب عظم قبة القحف من اتحاد الأجزاء العلوية للعظم الجبهي والعظم القفوي والعظمين الجداريين. تبقى الدروز بين عظام الجمجمة مفتوحة خلال السنوات القليلة الأولى من العمر، ويكون اليافوخ واضحًا في هذه الفترة العمرية.

## البنية
يمتلك السطح الخارجي للجمجمة عددًا من المعالم التشريحية. يُطلق على النقطة التي يلتقي فيها العظم الجبهي بالعظمين الجداريين اسم الهامة، في حين يُطلق على النقطة التي يلتقي فيها العظمان الجداريان والعظم القذالي اسم «لامدا» (النقطة اللامية). تُشكل هذه النقاط حدود اليافوخ عند المواليد الجدد، وهي نقاط تشريحية مرجعية هامة في الطب والجراحة.
أما السطح الداخلي للجمجمة، فهو مقعر ويملك عددًا من التجوايف المخصصة لاحتواء تلافيف المخ، بالإضافة إلى العديد من الأنفاق العظمية لمرور فروع الأوعية الدموية السحائية. يوجد نفق عظمي على طول الخط المتوسط يكون ضيقًا في المقدمة وواسعًا في الخلف ويُشكل الحدود العظمية للجيوب الأنفية.

### الطبقات
يتكون معظم عظم قبة القحف من طبقتين داخلية وخارجية أو عدة طبقات من العظام المسطحة المضغوطة التي تنفصل عن بعضها بعظم إسفنجي يحتوي على نقي عظم أحمر. تكون الطبقة الداخلية لعظم قبة القحف أرق من الطبقة الخارجية، وفي بعض المناطق، ليس هناك سوى طبقة رقيقة من العظم المسطح دون وجود أي عظم إسفنجي. عظام الجمجمة مزودة بأغشية داخلية وطبقة من السمحاق تتخللها أعصاب حسية وحركية، ومستقبلات عصبية، وأوعية دموية صغيرة. أظهرت الدراسة المجهرية لعظم قبة القحف في الفئران الصغيرة أن كثافة الألياف العصبية أعلى في المنطقة الجبهية والقفوية، أما في الفئران البالغة، فكانت كثافة الألياف العصبية أعلى في المنطقة الجبهية والجدارية منها في بقية عظم قبة القحف.